# Дипломатически мисии на САЩ
Това е списък на дипломатическите мисии (без почетните консулства) на Съединените американски щати в света.

## Европа
- Австрия
  - Виена (посолство)
- Белгия
  - Брюксел (посолство)
- България
  - София (посолство)
- Великобритания
  - Лондон (посолство)
- Германия
  - Берлин (посолство)
- Гърция
  - Атина (посолство)
- Дания
  - Копенхаген (посолство)
- Естония
  - Талин (посолство)
- Ирландия
  - Дъблин (посолство)
- Испания
  - Мадрид (посолство)
- Италия
  - Рим (посолство)
- Нидерландия
  - Хага (посолство)
- Норвегия
  - Осло (посолство)
- Полша
  - Варшава (посолство)
- Португалия
  - Лисабон (посолство)
- Румъния
  - Букурещ (посолство)
- Русия
  - Москва (посолство)
- Сърбия
  - Белград (посолство)
- Унгария
  - Будапеща (посолство)
- Финландия
  - Хелзинки (посолство)
- Франция
  - Париж (посолство)
- Чехия
  - Прага (посолство)

## Северна Америка
- Канада
  - Отава (посолство)
  - Калгари (генерално консулство)
  - Халифакс (генерално консулство)
  - Монреал (генерално консулство)
  - Квебек (генерално консулство)
  - Торонто (генерално консулство)
  - Ванкувър (генерално консулство)
  - Уинипег (консулство)

## Централна Америка и Карибите
- Мексико
  - Мексико сити (посолство)
  - Монтерей (генерално консулство)
  - Гуадалахара (консулство)
- Ямайка
  - Кингстън (посолство)

## Южна Америка
- Аржентина
  - Буенос Айрес (посолство)

- Бразилия
  - Бразилия (посолство)

## Африка
- Алжир
  - Алжир (посолство)
- Египет
  - Кайро (посолство)
- Либия
  - Триполи (посолство)
- Мароко
  - Рабат (посолство)
- Судан
  - Хартум (посолство)
- Тунис
  - Тунис (посолство)

## Азия
- Афганистан
  - Кабул (посолство)
- Бангладеш
  - Дака (посолство)
- Израел
  - Тел Авив (посолство)
- Индия
  - Ню Делхи (посолство)
  - Мумбай (генерално консулство)
- Индонезия
  - Джакарта (посолство)
- Ирак
  - Багдад (посолство)
- Йордания
  - Аман (посолство)
- Катар
  - Доха (посолство)
- Китай
  - Пекин (посолство)
- Кувейт
  - Кувейт (посолство)
- Ливан
  - Бейрут (посолство)
- Обединени арабски емирства
  - Абу Даби (посолство)
  - Дубай (генерално консулство)
- Оман
  - Маскат (посолство)
- Пакистан
  - Исламабад (посолство)
  - Карачи (генерално консулство)
- Сирия
  - Дамаск (посолство)
- Саудитска Арабия
  - Рияд (посолство)
  - Джида (генерално консулство)
- Тайланд
  - Бангкок (посолство)
- Турция
  - Анкара (посолство)
  - Истанбул (консулство)
- Япония
  - Токио (посолство)

## Океания
- Австралия
  - Канбера (посолство)

- Нова Зеландия
  - Уелингтън (посолство)

## Междудържавни организации
- - Брюксел - ЕС
  - Женева - ООН
  - Ню Йорк – ООН